# Gorno Sredoretchié
Gorno Sredoretchié (en macédonien Горно Средоречие) est un village du sud-ouest de la Macédoine du Nord, situé dans la municipalité de Debartsa. Le village comptait 14 habitants en 2002.

## Démographie
Lors du recensement de 2002, le village comptait :
- Macédoniens : 14